# Die Höhle der Löwen/Staffel 2
Die zweite Staffel der deutschen Show Die Höhle der Löwen war vom 18. August bis zum 27. Oktober 2015 beim deutschen Free-TV-Sender VOX zu sehen. Die Moderation übernahm erneut Ermias Habtu. Die „Löwen“ waren wie in der ersten Staffel, Lencke Steiner, Judith Williams, Vural Öger, Jochen Schweizer und Frank Thelen.

## Episoden
| Nr. (ges.) | Nr. (St.) | Teilnehmer                                                                                  | Premiere D    | Zuschauer |
| ---------- | --------- | ------------------------------------------------------------------------------------------- | ------------- | --------- |
| 10         | 1         | Heimatgut ○, Sixtyone Minutes ×, Tragfix ×, Thronjuwel ×, Kape Skateboards ✓                | 18. Aug. 2015 | 1,92 Mio. |
| 11         | 2         | Dr. Severin ○, Chilli Island ×, Krass Fit ×, Mag'n'Tie ×, Babo Blue ✓                       | 25. Aug. 2015 | 1,64 Mio. |
| 12         | 3         | Bug Break ×, Spottster ×, Von Floerke ✓, Sunny Cage ×, Sign Spin ×, Mobilegarden ✓          | 1. Sep. 2015  | 1,78 Mio. |
| 13         | 4         | Buddy Watcher ×, LittleLunch ✓, The Eclectic Journey ×, Scoo Me ○, 3aArt ×, Einhorn ×       | 8. Sep. 2015  | 1,71 Mio. |
| 14         | 5         | von Jungfeld ×, MyDog365.com ○, Tom Yang ×, Heelbopps ×, Bottoms Up ×, Math42 ×             | 15. Sep. 2015 | 2,41 Mio. |
| 15         | 6         | Woop Woop ×, Lendstar ✓, SportyDate ×, Wundersam ×, Gourmetfix ✓, Lustblume ×               | 22. Sep. 2015 | 1,95 Mio. |
| 16         | 7         | Mind Cookies ×, Dinnery ✓, Cofix ×, Mapeau ×, TobyRich ✓, My Pillow Factory ×, FlyRad ×     | 29. Sep. 2015 | 2,16 Mio. |
| 17         | 8         | Bademeisterei ○, AngelCab ×, Rocking Dancing Colors ×, Stay2Day ×, PaperShape ×, GreenLab ○ | 6. Okt. 2015  | 2,17 Mio. |
| 18         | 9         | Slashpipe ×, CaroCooler ×, Koawach ○, Sunbonoo ×, Hamaka ×, Popcornloop ✓                   | 13. Okt. 2015 | 2,32 Mio. |
| 19         | 10        | Pfotenheld ×, Coffee Bags ○, flowkey ×, ajoofa ×, hand+fuss ×, Kleine Prints ○              | 20. Okt. 2015 | 2,28 Mio. |
| 20         | 11        | my SCHOKO WORLD ○, happystaffy.me ×, Skolder ✓, Antelope Suit ×, Frizle ×, SCHNEEADE ×      | 27. Okt. 2015 | 2,15 Mio. |

Am 1. Januar 2016 wurde eine Jubiläumssendung ausgestrahlt. Dort wurden die verrücktesten Start-up-Ideen, die spektakulärsten Deals und die besten Szenen aus Staffel 1 und 2 präsentiert.

## Gründer und Unternehmen
Die erste Spalte mit der Überschrift # entspricht der Episodennummer der Staffel und der Reihenfolge des Auftritts in der Sendung.
| #    | Name                                                                                 | Gründer                                                                           | Kapitalbedarf | Anteile | Bewertung    | Investment                             | Investor                                      |
| ---- | ------------------------------------------------------------------------------------ | --------------------------------------------------------------------------------- | ------------- | ------- | ------------ | -------------------------------------- | --------------------------------------------- |
| 1.1  | Heimatgut Wirsing-Chips                                                              | Aryan Moghaddam, Maurice Fischer                                                  | 125.000 €     | 5 %     | 2.500.000 €  | 125.000 € für 15 %; gescheitert        | Jochen Schweizer                              |
| 1.2  | Sixtyone Minutes Persönlicher Butler-Service via App                                 | Monique Hoell, Michael Gnamm                                                      | 200.000 €     | 10 %    | 2.000.000 €  | nein                                   | nein                                          |
| 1.3  | Tragfix Verschluss- und Tragevorrichtung für Papier- und Plastiksäcke                | Martin Ecker                                                                      | 150.000 €     | 7 %     | 2.142.857 €  | nein                                   | nein                                          |
| 1.4  | Thronjuwel Parfum für die Toilette                                                   | Cornelia Tanzer, Alexander Berges                                                 | 120.000 €     | 15 %    | 800.000 €    | nein                                   | nein                                          |
| 1.5  | Kape Skateboards Handgefertigte Skateboards aus Glasfaser, Carbon, Ahorn oder Bambus | Peter Karacsonyi                                                                  | 60.000 €      | 20 %    | 300.000 €    | 60.000 € für 30 %; als Darlehen 1.5    | Frank Thelen                                  |
| 2.1  | Dr. Severin Aftershave Intimaftershave für Männer und Frauen                         | Peter Hart, Jan Ster                                                              | 200.000 €     | 5 %     | 4.000.000 €  | 200.000 € für 25 %; gescheitert 2.1    | Frank Thelen Judith Williams                  |
| 2.2  | Chilli Island High-Tech-Schwimminsel                                                 | Alexandra Kraft                                                                   | 90.000 €      | 10 %    | 900.000 €    | nein                                   | nein                                          |
| 2.3  | Krassfit Extremsportevent Hindernislauf                                              | Matthias Ernst, Jannis Bandorski                                                  | 500.000 €     | 8 %     | 4.600.000 €  | nein                                   | nein                                          |
| 2.4  | Mag’n’Tie Krawatten-Halterung                                                        | Michael Doths, Norbert Beetz                                                      | 200.000 €     | 25 %    | 800.000 €    | nein                                   | nein                                          |
| 2.5  | BABO blue Blaues Biermischgetränk                                                    | Robin Stein, Hans-Kaspar Mayer, Ludwig Gerlinger, Josef Kimberger und Patrick Loy | 100.000 €     | 10 %    | 1.000.000 €  | 100.000 € für 25,1 %                   | Lencke Steiner Jochen Schweizer               |
| 3.1  | Bug Break Speiseinsekten                                                             | Folke Dammann                                                                     | 25.000 €      | 40 %    | 62.500 €     | nein                                   | nein                                          |
| 3.2  | spottster Shopping-Merkzettel mit Preisalarm                                         | Freya Oehle, Tobias Kempkensteffen                                                | 500.000 €     | 12 %    | 4.166.667 €  | unbekannt 3.2                          | Jochen Schweizer 3.2                          |
| 3.3  | Von Floerke Herren-Accessoires wie Einstecktücher, Fliegen und Krawatten             | David Schirrmacher                                                                | 100.000 €     | 20 %    | 500.000 €    | 100.000 € für 33 % 3.3                 | Vural Öger Frank Thelen Judith Williams       |
| 3.4  | Sunny Cage Toaster-Aufsatz                                                           | Hans Zarm                                                                         | 200.000 €     | 10 %    | 2.000.000 €  | nein                                   | nein                                          |
| 3.5  | SignSpin Marketing Werbeschilder                                                     | Philipp Shatton                                                                   | 95.000 €      | 10 %    | 950.000 €    | nein                                   | nein                                          |
| 3.6  | Mobile Garden Kleine, hängende Gärten                                                | Akiko Takahashi, Christian Atz                                                    | 20.000 €      | 15 %    | 133.333 €    | 20.000 € als Darlehen 3.6              | Jochen Schweizer                              |
| 4.1  | Buddy Watcher Handgerät für Taucher zum Hinweis auf Gefahren                         | Michael Feicht, Eduard Sabelfeld                                                  | 250.000 €     | 10 %    | 2.500.000 €  | nein                                   | nein                                          |
| 4.2  | littlelunch Bio-Suppen                                                               | Denis und Daniel Gibisch                                                          | 60.000 €      | 8 %     | 750.000 €    | 100.000 € für 30 % 4.2                 | Vural Öger 4.2 Frank Thelen Judith Williams   |
| 4.3  | The Eclectic Journey Second-Hand-Online-Shop                                         | Christina van Elteren, Janina Schuster                                            | 200.000 €     | 10 %    | 2.000.000 €  | nein                                   | nein                                          |
| 4.4  | scoo.me Carsharing-App für Roller                                                    | Christoph Becker, Magnus Schmidt                                                  | 100.000 €     | 7,5 %   | 1.333.333 €  | 100.000 € für 30 %; gescheitert 4.4    | Lencke Steiner                                |
| 4.5  | 3aArt Bild-Wechsel-System                                                            | Judith Grote, Patrick Kellermann                                                  | 300.000 €     | 15 %    | 2.000.000 €  | nein                                   | nein                                          |
| 4.6  | Einhorn Kondome Faire und nachhaltige Kondome                                        | Philip Siefer, Waldemar Zeiler                                                    | 300.000 €     | 10 %    | 3.000.000 €  | nein                                   | nein                                          |
| 5.1  | von Jungfeld Farbige Herrensocken                                                    | Lucas Puckert, Maria Penschev                                                     | 1.000.000 €   | 10 %    | 6.666.667 €  | nein                                   | nein                                          |
| 5.2  | MyDog365 Tägliche Videos zur Hundebeschäftigung                                      | Eike Adler                                                                        | 150.000 €     | 20 %    | 750.000 €    | 150.000 € für 20 %; gescheitert 5.2    | Frank Thelen                                  |
| 5.3  | Tom Yang Tischgrill                                                                  | Christian Zehetner, Manfred Reindl                                                | 150.000 €     | 5 %     | 3.000.000 €  | nein                                   | nein                                          |
| 5.4  | Heelbopps Aufsteckbare Aufsätze für Stilettos                                        | Katharina Hermes                                                                  | 200.000 €     | 10 %    | 2.000.000 €  | nein                                   | nein                                          |
| 5.5  | Bottoms Up Durch den Becherboden gezapftes Bier                                      | Jörg Blin                                                                         | 500.000 €     | 5 %     | 10.000.000 € | nein                                   | nein                                          |
| 5.6  | Math42 Mathematik-App mit ausführlichen Lösungswegen                                 | Maxim und Raphael Nitsche                                                         | 2.000.000 €   | 20 %    | 10.000.000 € | nein                                   | nein                                          |
| 6.1  | Woop Woop Icecream Frisch mit Flüssigstickstoff hergestelltes Speiseeis              | Boris König, Phillipp Niegisch                                                    | 50.000 €      | 10 %    | 500.000 €    | nein                                   | nein                                          |
| 6.2  | Lendstar Soziales Finanznetzwerk                                                     | Jennifer Fizia, Christopher Kampshoff                                             | 250.000 €     | 5 %     | 5.000.000 €  | 250.000 € für 6,14 %                   | Jochen Schweizer                              |
| 6.3  | SportyDate Gruppendates mit Sportübungen                                             | Carlos Nilgen, Martin Fleck                                                       | 150.000 €     | 15 %    | 1.000.000 €  | nein                                   | nein                                          |
| 6.4  | Wundersam Lederlose Lederhosen                                                       | Herbert Bachler                                                                   | 150.000 €     | 20 %    | 750.000 €    | nein                                   | nein                                          |
| 6.5  | Gourmetfix Gewürzmischungen und Fertiggerichte                                       | Michael Liebl                                                                     | 250.000 €     | 15 %    | 1.666.667 €  | 250.000 € für 30 % 6.5                 | Vural Öger, Judith Williams                   |
| 6.6  | Lustblume Online-Kaufberater für Sexspielzeug                                        | Stefan Blust, Markus Gambalat, Wieland Keser                                      | 90.000 €      | 15 %    | 600.000 €    | nein                                   | nein                                          |
| 7.1  | Mind Cookies Kekse mit hohem Koffeingehalt                                           | Maren und Silvio Lubenow                                                          | 50.000 €      | 25 %    | 200.000 €    | nein                                   | nein                                          |
| 7.2  | Dinnery Einfache Kochboxen in Restaurauntqualität                                    | Markus Läbe                                                                       | 95.000 €      | 10 %    | 950.000 €    | 100.000 € für 26 %                     | Vural Öger, Jochen Schweizer, Judith Williams |
| 7.3  | Cofix Staubsauger für die Hundepflege                                                | Wilfried Hahn, Vera Sutterer                                                      | 125.000 €     | 15 %    | 833.333 €    | nein                                   | nein                                          |
| 7.4  | Mapeau Enthaarungsgeräte                                                             | Maryam Aygün                                                                      | 120.000 €     | 20 %    | 600.000 €    | nein                                   | nein                                          |
| 7.5  | TobyRich Appgesteuerte Styroporflugzeuge                                             | Ulrich Ditschler, Tobias Dazenko                                                  | 350.000 €     | 5 %     | 7.000.000 €  | 350.000 € für 15 %                     | Frank Thelen                                  |
| 7.6  | My Pillow Factory Personalisierte Kissen                                             | Yulia und Sebastian Donath                                                        | 45.000 €      | 15 %    | 300.000 €    | nein                                   | nein                                          |
| 7.7  | FlyRad Motorisiertes Einrad mit Inlineskates                                         | Thomas Rank                                                                       | 50.000 €      | 15 %    | 333.333 €    | nein                                   | nein                                          |
| 8.1  | Die Bademeisterei Badezusätze                                                        | Alexander Kraml                                                                   | 350.000 €     | 10 %    | 3.500.000 €  | 350.000 € für 30 %; gescheitert 8.1    | Jochen Schweizer, Judith Williams, Vural Öger |
| 8.2  | AngelCab ökologische Kinderwagen                                                     | Vinzent und Luis Karger                                                           | 75.000 €      | 10 %    | 750.000 €    | nein                                   | nein                                          |
| 8.3  | ROCKY Dancing Colours Designer-Leuchte mit Farbwechsel                               | Isabel Heubl                                                                      | 60.000 €      | 33 %    | 181.818 €    | nein                                   | nein                                          |
| 8.4  | Stay2Day Sleepbox für zwei Personen                                                  | Alexander Kohlhepp, Boris Munsig                                                  | 400.000 €     | 30 %    | 1.200.000 €  | nein                                   | nein                                          |
| 8.5  | PaperShape 3D Origami Tiertrophäen                                                   | Anastasia Baron                                                                   | 30.000 €      | 20 %    | 150.000 €    | nein                                   | nein                                          |
| 8.6  | GreenLab Bio-Dünger aus Kakao-Schale                                                 | Ines Eichholz, Sabine Schäfer, Daniel Kania                                       | 110.000 €     | 10 %    | 1.100.000 €  | 110.000 € für 26 %; gescheitert        | Jochen Schweizer, Vural Öger                  |
| 9.1  | Slashpipe Wassergefülltes Rohr als Trainingsgerät                                    | Frank Jablonowski, Karsten Witte, Michael Eckerl, Martin Kammler                  | 300.000 €     | 6 %     | 5.000.000 €  | nein                                   | nein                                          |
| 9.2  | MedCooling Ganzkörper-Kühlung bei Herzstillstand                                     | Heiko Schöning                                                                    | 450.000 €     | 10 %    | 4.500.000 €  | nein                                   | nein                                          |
| 9.3  | koawach Kakao mit Koffein aus Guaraná                                                | Heiko Butz, Daniel Duarte                                                         | 120.000 €     | 10 %    | 1.200.000 €  | 120.000 € für 15 %; gescheitert 9.3    | Jochen Schweizer                              |
| 9.4  | Sunbonoo Webportal mit Freizeitaktivitäten für Ferieninseln                          | Andrea Högner, Roland Jäger                                                       | 250.000 €     | 15 %    | 1.666.667 €  | nein                                   | nein                                          |
| 9.5  | hamaka kompakte, leichte Hängematte                                                  | Max Wohlleber, Lucas Schmidt                                                      | 50.000 €      | 10 %    | 500.000 €    | nein                                   | nein                                          |
| 9.6  | Popcornloop Popcornmaker für zuhause                                                 | Murat Akbulut                                                                     | 80.000 €      | 35 %    | 228.571 €    | 80.000 € für 35 % 9.6                  | Judith Williams, Vural Öger                   |
| 10.1 | Pfotenheld Onlineshop für Hunde- und Katzenbedarf                                    | Marvin Kruse                                                                      | 250.000 €     | 20 %    | 1.250.000 €  | nein                                   | nein                                          |
| 10.2 | Coffee Bags Kaffeebeutel zur Zubereitung                                             | Beate und Chris Bahr                                                              | 150.000 €     | 20 %    | 750.000 €    | 150.000 € für 33,3 %; gescheitert 10.2 | Vural Öger                                    |
| 10.3 | flowkey Klavier-Lernprogramm                                                         | Jonas Gößling, Alexander Heesing Ahmed Hassan                                     | 200.000 €     | 5 %     | 4.000.000 €  | nein                                   | nein                                          |
| 10.4 | ajoofa Textilien mit von Tieren gemalten Motiven                                     | Yvonne und Marcus Handvest                                                        | 80.000 €      | 10 %    | 800.000 €    | nein                                   | nein                                          |
| 10.5 | hand+fuss Anziehhilfe für Strümpfe                                                   | Klaus-Peter Beer                                                                  | 100.000 €     | 10 %    | 1.000.000 €  | nein                                   | nein                                          |
| 10.6 | Kleine Prints Fotoprodukte speziell für Kleinkinder                                  | Eva Malwaska                                                                      | 40.000 €      | 12,5 %  | 320.000 €    | 40.000 € für 30 %; gescheitert 10.6    | Lencke Steiner                                |
| 11.1 | my SCHOKO WORLD Schokolade mit personalisierter Motivgestaltung                      | Christian Keller                                                                  | 80.000 €      | 15 %    | 533.333 €    | 80.000 € für 25,1 %; gescheitert 11.1  | Jochen Schweizer                              |
| 11.2 | happystaffy.me Maßgeschneiderte Hundebekleidung                                      | Aleksandra Bettin                                                                 | 150.000 €     | 20 %    | 750.000 €    | nein                                   | nein                                          |
| 11.3 | Skolder Ski-Tragesystem                                                              | Thomas Ebster                                                                     | 180.000 €     | 30 %    | 600.000 €    | 180.000 € für 33 % 11.3                | Jochen Schweizer                              |
| 11.4 | Antelope Suit Anzug für Elektro-Muskel-Stimulation                                   | Philipp Schwarz, Kay Rathschlag                                                   | 250.000 €     | 5 %     | 5.000.000 €  | nein                                   | nein                                          |
| 11.5 | Frizle Frischer Spätzle-Teig in „Drück-Verpackung“                                   | Thomas Spieler, Martin Sluk                                                       | 500.000 €     | 10 %    | 5.000.000 €  | nein                                   | nein                                          |
| 11.6 | SCHNEEADE Universalschieber für Schnee, Schmutz u. v. m.                             | Ottmar Debus                                                                      | 40.000 €      | 10 %    | 400.000 €    | nein                                   | nein                                          |